# San Fernando (partido)
San Fernando (Partido de San Fernando) is een partido in de Argentijnse provincie Buenos Aires. Het bestuurlijke gebied telt 150.467 inwoners. Aan de noordzijde van partido Tigre bevindt zich een gebied dat behoort tot partido San Fernando. Dit noordelijke gebied is vele malen groter dan het zuidelijke deel van de partido.

## Plaats in partido San Fernando
- San Fernando